# 高知県立あき総合病院
高知県立あき総合病院（こうちけんりつあきそうごうびょういん）は、高知県安芸市にある医療機関。2市4町3村からなる安芸地域の中核病院であり、高知県災害拠点病院に指定されている。医療圏内で最大の病床数を有し、圏域内で唯一分娩対応可能な病院でもある。

## 沿革

### 年表

#### 安芸病院
- 1951年(昭和26年)7月11日-安芸郡安芸町西浜に県立安芸病院を設置
- 1975年(昭和50年)6月2日-救急告示病院指定
- 1996年(平成8年)9月30日-エイズ治療拠点病院認定
- 1997年(平成9年)3月28日-地域災害支援病院指定
- 2003年(平成15年)4月1日-へき地医療拠点病院指定

#### 芸陽病院
- 1956年(昭和31年)4月1日-県立芸陽院(精神科50床)を設置し診療開始
- 1988年(昭和63年)4月1日-県立芸陽病院に名称変更
- 1999年(平成11年)12月10日-応急入院指定病院に指定
- 2003年(平成15年)10月30日-臨床研修指定病院(協力型)指定
- 2005年(平成17年)7月15日-医療観察法指定通院医療機関指定

#### あき総合病院
- 2012年(平成24年)4月1日-安芸、芸陽病院統合によりあき総合病院発足

## 医療機関の指定
- 保険医療機関（健康保険法・国民健康保険法）
- 救急告示病院
- 高知県災害拠点病院
- 臨床研修指定病院
- へき地医療拠点病院
- エイズ治療拠点病院
- 医療観察法指定通院医療機関
- 応急入院指定医療機関
- 労災保険指定医療機関
- 指定自立支援医療機関（更生医療）
- 指定自立支援医療機関（育成医療）
- 指定自立支援医療機関（精神通院医療）
- 身体障害者福祉法指定医の配置されている医療機関
- 生活保護法指定医療機関
- 結核指定医療機関
- 指定養育医療機関
- 原子爆弾被害者医療指定医療機関
- 第二種感染症指定医療機関
- 母体保護法指定医の配置されている医療機関
- 広域医療搬送拠点(SCU)管理協力病院[2]
  - SCU - 安芸市営球場

## 認定
- 日本皮膚科学会認定専門医研修施設
- 日本外科学会外科専門医制度関連施設
- 日本整形外科学会整形外科専門医研修認定施設
- 日本眼科学会眼科研修施設
- 日本泌尿器科学会泌尿器科専門医教育施設
- 日本循環器学会認定循環器専門医研修関連施設
- 日本老年医学会認定施設
- 日本高血圧学会認定施設
- 日本精神神経学会精神科専門医制度研修施設

## 診療科等
- 内科
- 神経内科
- 呼吸器内科
- 消化器内科
- 循環器内科
- 血液内科
- リウマチ科
- 外科
- 整形外科
- 脳神経外科
- 胸部・心臓血管外科
- 形成外科
- 皮膚科
- 泌尿器科
- 産婦人科
- 眼科
- 耳鼻咽喉科
- リハビリテーション科
- 麻酔科
- 放射線科
- 小児科
- 精神科
- 救急科

## 交通アクセス
- 土佐くろしお鉄道ごめん・なはり線あき総合病院前駅から徒歩約3分。
- 高知東部交通・安芸市元気バス「あき総合病院前」バス停下車
- 高知東部交通「本町四丁目」バス停下車、徒歩約5分